# Emma Sjödahl
Emma Linnea Sjödahl Lundin, född 28 mars 1987, är en svensk före detta fotbollsspelare. Hennes far, Olle Sjödahl, är en svensk före detta fotbollsspelare.

## Karriär
Sjödahls moderklubb är Åsljunga SK, där hon gjorde 51 mål. 2004 gick hon till Vittsjö GIK. Säsongen 2007 gjorde Sjödahl 25 mål på 18 ligamatcher för klubben. Säsongen 2009 spelade hon för Kristianstads DFF i Damallsvenskan.
Inför säsongen 2010 återvände Sjödahl till Vittsjö GIK. I december 2014 gick hon till division 1-klubben Stattena IF.